# World One
World One — 76-поверховий хмарочос заввишки 280,2 м у Мумбаї, штат Махараштра, Індія. Станом на 2024 рік це друга за висотою завершена будівля в Індії та четверта за висотою загалом. Він розташований на ділянці площею 7,1 га (17,5 акрів) на місці колишнього Shrinivas Mill. На цьому місці також розташовані дві інші вежі: World View та World Crest. Комплекс був розроблений компанією Lodha Group.
World One був побудований за приблизною вартістю понад 321 мільйон доларів США. Будівництво розпочалося у 2011 році, і спочатку планувалося, що висота хмарочоса становитиме 442 м, однак забудовник не зміг отримати схвалення від Управління аеропортів Індії на таку висоту. Проєкт був зупинений на кілька років. Після затримки проєкт був перепроєктований до нинішньої висоти й завершений.